# PGC 9978
LEDA/PGC 9978, auch UGC 2110, ist eine Balken-Spiralgalaxie vom Hubble-Typ SBbc im Sternbild Andromeda am Nordsternhimmel. Sie ist schätzungsweise 475 Millionen Lichtjahre von der Milchstraße entfernt und hat einen Durchmesser von etwa 160.000 Lichtjahren. Vom Sonnensystem aus entfernt sich das Objekt mit einer errechneten Radialgeschwindigkeit von näherungsweise 10.500 Kilometern pro Sekunde.
Im selben Himmelsareal befinden sich unter anderem die Galaxien PGC 10107, PGC 2114751, PGC 2119037, PGC 2119761.